# Cavendishia coccinea
Cavendishia coccinea är en ljungväxtart som beskrevs av A. C. Smith. Cavendishia coccinea ingår i släktet Cavendishia och familjen ljungväxter. Inga underarter finns listade i Catalogue of Life.